# Рафалович, Артур Германович
Артур Германович (Абрамович) Рафалович (23 июня 1853, Одесса — 23 декабря 1921, Париж) — экономист и дипломат Российской империи.
Из еврейской купеческой семьи. Живя постоянно за границей, занимался, главным образом, изучением финансовых вопросов, преимущественно в России; своими сочинениями, написанными на французском языке, много содействовал распространению за границей благоприятного представления не только о российских финансах, но и о её торгово-промышленной деятельности. С 1894 г. Рафалович состоял коммерческим агентом Царского Министерства финансов в Париже.

## Биография

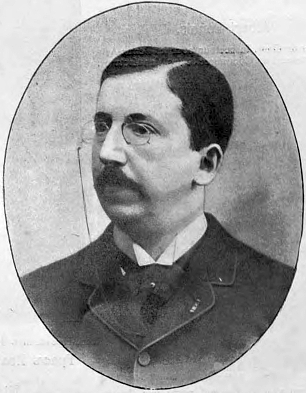
Артур Германович Рафалович (1900)

Рафалович регулярно публиковал обзоры мирового финансового рынка, под названием «Le Marche financier», которые выходили ежегодно, начиная с 1891 года. Последний из них, относящийся к 1897—98 г., давал общую картину экономического развития каждой страны, с указанием наиболее выдающихся явлений в этой области. Издавал в 1891 ежегодник «Финансовая биржа». Писал для французских газет и журналов и считался одним из ведущих специалистов по экономике.

### Коммерческий агент царского министерства финансов
По предложению С. Ю. Витте с 1894 по 1917 годы состоял агентом Министерства финансов России во Франции. В декабре 1894 года получил официальное назначение на эту должность. Программа Витте, включавшая масштабное строительство железных дорог, покровительственную систему и активную экономическую политику на Востоке, требовала выхода на новые зарубежные денежные рынки, в первую очередь английский и американский. Уже после заключения «золотого займа» Рафалович в 1894 г. беседовал в Лондоне с Ротшильдом о возможности расширения экономических и финансовых связей, но практического результата эта беседа не дала. Через несколько месяцев своего пребывания в должности финансового агента Рафалович беседовал о финансовой поддержке российских революционеров с одним из французских Ротшильдов. Тот переадресовал Рафаловича к лорду Ротшильду, который, в свою очередь, направил агента в Нью-Йорк к банкиру Якобу Шиффу, немецкому еврею, который с 1885 года возглавил нью-йоркскую банкирскую фирму «Кун, Леб и К°», ставшую одним из самых крупных частных инвестиционных банков в США. Во время русско-японской войны, желая получить займы во французских банках, русское правительство поручило Рафаловичу подкупить французские печатные органы с тем, чтобы они способствовали созданию во Франции общественное мнения об устойчивом экономическом положении России. После того как Коковцов заверил Рувье в поддержке Россией позиции Франции на предстоящей Альхесирасской конференции, премьер-министр изменил позицию и настоял на заключении группой Нейцлина контракта на небольшую сумму в 267 млн франков (100 млн руб.), которая рассматривалась как аванс будущего большого займа. Контракт был подписан 29 декабря 1905 года (11 января 1906 года).

Руководил этим доходным делом один действительный тайный советник, при каждом торжественном случае надевавший через плечо темно-синюю ленту Белого орла (один из высших русских орденов). Кто в Париже не знал этого авторитетного финансиста, доктора наук французского университета, русского финансового агента — Артура Рафаловича!— Игнатьев А. А. Пятьдесят лет в строю. Книга III, глава 3. — М.: Воениздат, 1986. — С. 286. — ISBN 5-203-00055-7.

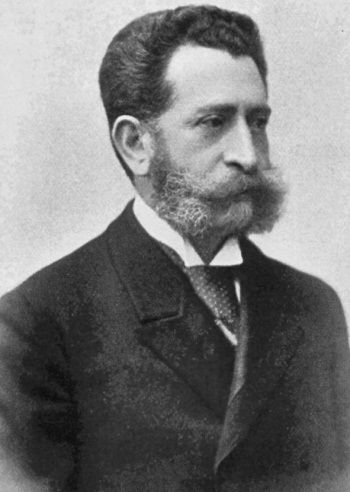
Артур Рафалович

30 января (12 февраля) 1906 г. Витте телеграммой поручил Рафаловичу выяснить позицию лорда Ротшильда в отношении участия в займе. Рафалович передал отказ Ротшильда от такого участия, пока не будут приняты законы, облегчающие положение российских евреев. Витте в телеграмме попросил Рафаловича узнать мнение Рувье по этому вопросу; на это Рафалович передал следующие слова Рувье: «…не только евреи… считают сделку невозможной… пока… не будут приняты на конференции решения, намечающие гарантированный европейский мир».
Рафалович с помощью зарубежной агентуры и прямого подкупа французской прессы, депутатов парламента и государственных чиновников способствовал принятию правительством Франции крупных политических и экономических решений в пользу России, а также воздействовал на широкие общественные круги в стране с целью организации активной скупки французами акции русского золотого займа и практической поддержки идеи формирования Антанты. Помимо прямого подкупа, Рафалович искусно играл на Парижской бирже ценных бумаг в пользу России. Для этой цели у него была целая сеть заранее подкупленных дилеров во главе с неким де Верней, которые искусственно сбивали котировку, если русские ценные бумаги начинали падать в цене. Только в январе 1904 года Российское Министерство Иностранных Дел выдало Рафаловичу 200 тысяч золотых франков, что по ценам конца XX века составляло сумму, почти равную 4 миллионам франков.

### После Октябрьского переворота
После Октябрьского переворота обнаружили в архиве МИД России сверхсекретную переписку Рафаловича и тогдашнего царского посла во Франции (1909—1916 гг.) А. П. Извольского с министрами иностранных дел В. Н. Ламсдорфом и С. Д. Сазоновым и финансов С. Ю. Витте и В. Н. Коковцовым. Для Рафаловича все эти разоблачения в советской и французской прессе 1918—1924 гг. были как «с гуся вода»: ведь с ноября 1919 г. (циркуляр адмирала Колчака по заграничным посольствам и консульствам) членкор Французской академии и кавалер Ордена Почётного Легиона стал единоличным распорядителем «царских» авуаров на сумму в 21 млн. 439 тыс. зол. франков, не считая собственных закрытых счетов.

## Память
В 1926 г., через 5 лет после смерти А. Г. Рафаловича, Б. А. Романов опубликовал работу «Русские финансы и европейская биржа в 1904—1906 годах». В книгу вошла переписка А. Г. Рафаловича и высших чиновников Российской империи за указанные годы. Учёный первым обратил внимание на особую роль А. Г. Рафаловича в подготовке российских займов на парижской бирже. Он показал, что без участия агента Министерства финансов не обходился ни один заём во Франции.

## Труды
- «L’année économique 1887≈88 et 1888≈89»
- «Le Logement de l’ouvrier et du pauvre» (1887)
- «Les finances de la Russie depuis la dernière guerre d’Orient» (1883)
- «Les finances de la Russie 1887≈89»
- «Le Rouble 1768≈1896»
- «La nouvelle loi sur les sociétés anonymes en Allemagne» (1894)
- «Le Wurtemberg» (1886)
- «La ligue pour la défense de la liberté et de la propriété en Angleterre» (1886)
- «Le monopole de l’alcool en Allemagne 1886»
- «La nouvelle législation de l’alcool en Allemagne» (1887)
- «Le congrès monétaire» (1889)
- «La crise de Londres» (1890)
- «Les associations coopératives de consommation» (1891)
- «Les socialistes allemands» (1891)
- «La détresse de la Russie »
- «Le logement de l’ouvrier et du pauvre (1887) »